# 湯彬
湯彬（1511年—？），字子雅，號龍涇，浙江嘉興府海鹽縣人，民籍，明朝政治人物。

## 生平
嘉靖三十四年（1555年）乙卯科順天府鄉試第十六名舉人。嘉靖三十五年（1556年）聯捷丙辰科三甲第一百二十四名進士。礼部观政，授南直隶庐江县知县，三十九年升兵部主事，四十二年升员外，四十三年升河南佥事，隆慶元年（1567年）致仕。

## 家族
曾祖湯謙；祖父湯經；父湯誥。前母劉氏；陸氏；繼母屠氏。弟采、科（生员）。